# Marmorosphax
Marmorosphax es un género de lagartos perteneciente a la familia Scincidae. Son endémicos de Nueva Caledonia.

## Especies
Según The Reptile Database:
- Marmorosphax boulinda Sadlier, Smith, Bauer & Whitaker, 2009
- Marmorosphax kaala Sadlier, Smith, Bauer & Whitaker, 2009
- Marmorosphax montana Sadlier & Bauer, 2000
- Marmorosphax taom Sadlier, Smith, Bauer & Whitaker, 2009
- Marmorosphax tricolor (Bavay, 1869)